# Jacques Bonsergent (stacja metra)
Jacques Bonsergent – stacja linii nr 5 metra  w Paryżu. Stacja znajduje się w 10. dzielnicy Paryża. Została otwarta 17 grudnia 1906 r.